# Dyspessa infuscata
Dyspessa infuscata — вид лускокрилих комах родини червиць (Cossidae).

## Поширення
Вид поширений в Україні, на півдні Росії, в Туреччині і Сирії.

## Опис
Розмах крил 19-22 мм. Крила сіро-темнокоричневі.